# MMCテスト&ドライブ
MMCテストアンドドライブ株式会社
はかつて存在した三菱自動車工業系の企業である。三菱自動車工業株式会社100%子会社。略称T&D。
主な事業として三菱自動車の開発する乗用車の走行試験、台上試験および整備、計測、認証審査などを手がけていたが
2009年に三菱自動車エンジニアリングに吸収合併され幕を閉じた。

## 沿革
- 1996年10月 - 会社設立。
- 2004年4月 - トラック・バス部門をふそうエンジニアリングに移管。
- 2009年7月 - 三菱自動車エンジニアリングに吸収合併（MMCテスト&ドライブは消滅会社）。

## 会社概要
- 本社所在地：〒444-0908 愛知県岡崎市橋目町字中新切1番地
- 資本金：5000万円（三菱自動車工業株式会社全額出資）
- 取締役社長：笹良憲一

## 事業所と所在地
- 本社・岡崎事業所

　〒444-0908　愛知県岡崎市橋目町字中新切1　三菱自動車技術センター内
- 十勝事業所

　〒080-0271　北海道河東郡音更町字長流枝22-1　三菱自動車十勝研究所内